# Оламафруз
Оламафруз — село Лолазарської сільської громади Дангарського району . Від Оламафруза до центру громади 28 км, до центру району 40 км. Населення — 1608 осіб ( 2017 ), таджики.

## Джерело
- Адміністративний поділ Республіки Таджикистан  Д : SIEMT, 2017. - 580 с. — ISBN 978-99947-33-68-2